# Namibørkenen
Namibørkenen er en stor ørken i det sydvestlige hjørne af Namibia. Ørkenen dækker et område på omkring 50.000 km² (dvs. lidt større end Danmark). Den regnes for verdens ældste ørken med en alder på mindst 80 millioner år.
Namibørkenen rummer store klitter på op til 340 meters højde. De er dermed de højeste klitter i verden. Mod vest møder Namibørkenen Atlanterhavet.